# Klasa okręgowa (2021/2022)
Klasa okręgowa 2021/2022 – rozgrywki szóstego poziomu ligowego piłki nożnej mężczyzn w Polsce po reorganizacji lig w 2008. Rozgrywki toczone były w 60 grupach, z których najlepsze zespoły awansowały do IV lub V ligi, natomiast najsłabsze drużyny zostały relegowane do odpowiedniej terytorialnie klasy A.

## Ilość grup według województw
Łącznie w sezonie 2021/2022 było 60 grup klasy okręgowej. W poszczególnych województwach było od 1 do 8 grup:
- 1 grupa – województwa: podlaskie[1] i świętokrzyskie[2]
- 2 grupy – województwa: kujawsko-pomorskie[3], lubuskie[4], opolskie[5] i warmińsko-mazurskie[6]
- 3 grupy – województwo pomorskie[7]
- 4 grupy – województwa: dolnośląskie[8], lubelskie[9], łódzkie[10] i zachodniopomorskie[11]
- 5 grup – województwo podkarpackie[12]
- 6 grup – województwa: mazowieckie[13], śląskie[14] i wielkopolskie[15]
- 8 grup – województwo małopolskie[16]

## Zasady awansów i spadków
Każdy regionalny Związek Piłki Nożnej ustala samodzielnie kwestię ilości awansów do IV/V ligi oraz spadków do klasy A. Ponadto, w niektórych województwach przeprowadzane są baraże o awans i/lub utrzymanie na poziomie klasy okręgowej.